# 杉田成道
杉田 成道（すぎた しげみち、1943年〈昭和18年〉10月5日 - ）は、日本の演出家、映画監督。フジテレビ役員待遇エグゼクティブディレクター、日本映画放送社長を務めた。
『北の国から』シリーズなどの演出家として知られる。日本映画テレビプロデューサー協会会長（2003年 - 2015年）。
「すぎた せいどう」と呼ぶ者もある。

## 来歴
愛知県豊橋市新本町 で3人兄弟の末っ子として出生。生家は江戸時代から300年続く老舗の酒問屋。成道という名は、父と親交のあった陸軍大将の宇垣一成から1字をとって名付けられた。兄はピアニストの杉田谷道。
1962年（昭和37年）愛知県立時習館高等学校を卒業し、慶應義塾大学文学部へ進学。大学では約100人いる空手部のキャプテンとしても活躍した。67年に大学を卒業。就職はもともと報道を志望していたので、フジテレビに入社する。しかし、編成局制作第一演出部へ配属され、小林俊一、岡田太郎（のち共同テレビ社長、吉永小百合の夫）らフジの看板ディレクターに師事して、演出助手としてドラマ制作に携わる。
1970年（昭和45年）に『テレビナイトショー』で演出家デビューする。半年後に報道局に異動となり、『週刊ニュース』を担当。その後、サンケイ新聞（現・産経新聞）に出向となり、社会部記者として環境庁（現・環境省）の記者クラブに所属して、新聞の一面トップ記事を書いたこともあった。新聞記者もなかなか面白い仕事だ思いかけていた頃、フジテレビ復帰の辞令が出て、広報部に回される。
その頃、「制作部に行って、ドラマをやりたい」という思いが強くなっていたが、当時のフジは制作分離を行っていたため、それは叶わず、系列制作会社である嶋田親一の「新制作プロ」に誘われた。73年に『肝っ玉捕物帳』でドラマディレクターとしてデビュー。以後、一貫してドラマ演出に携わり、企画担当の岡田から「いい経験だから」と言われて、1981年（昭和56年）から担当した『北の国から』シリーズでフジテレビの看板ディレクターとなり、この番組で知り合った脚本家の倉本聰を三木のり平とともに師として仰いでいる。
1988年（昭和63年）に『優駿 ORACION』で映画監督デビュー。92年、芸術選奨新人賞放送部門を受賞。
2001年（平成13年）6月、『悪の紋章』『Yの悲劇』という6本シリーズで一緒に仕事に取り組んだ村上光一が、フジテレビ社長に就任することに伴い、後任として日本映画衛星放送（現：日本映画放送）の社長に就任し、21年6月、取締役相談役に退く。

## 人物
北の国からでは、ニコニコしながら何度も「それじゃもう一回行こうか」と撮影をすることから、出演者からは「笑う悪魔」と呼ばれていた。

## 家族
1969年（昭和44年）9月に結婚して1男をもうける。妻は小山内薫の孫で、妻の母親が喜劇俳優の三木のり平と再婚しており、三木は義父にあたる。50歳のとき妻とは癌で死別した。
57歳で30歳年下の医学生の女性（のち小児科医）と再婚して4児をもうける。2010年（平成22年）、妻の勧めでその経緯を記した『願わくは、鳩のごとくに』を出版。話題となった。

## 受賞
- 1981年　第14回テレビ大賞「北の国から」(演出) / 第19回ギャラクシー賞[9]「北の国から」(演出)
- 1986年　第24回ギャラクシー賞「北の国から´87初恋」(演出)[9]
- 1987年　第3回文化庁芸術作品賞「北の国から´87初恋」(演出)[10] / 第25回ギャラクシー賞25周年記念特別賞・愛の賞「北の国から」シリーズ(演出)[9]
- 1989年　第27回ギャラクシー賞大賞「失われた時の流れを」(演出)[9] / アメリカ・アルチマット社主催SFX大賞グランプリ「失われた時の流れを」(演出) / 第12回日本アカデミー賞 優秀作品賞「優駿 ORACION」(監督)[11]
- 1990年　平成2年日本民間放送連盟賞テレビ部門最優秀賞「失われた時の流れを」(演出)[12] / 第16回放送文化基金賞奨励賞「失われた時のながれを」(演出)[13]
- 1991年　第29回ギャラクシー賞優秀賞「1970ぼくたちの青春」(演出)/文化庁第42回芸術選奨　放送部門新人賞[14]
- 1992年　第18回放送文化基金奨励賞「1970ぼくたちの青春」(演出)[13] / 第30回ギャラクシー賞優秀賞「北の国から´92巣立ち」(演出)[9] / 第30回ギャラクシー賞奨励賞「並木家の人々」(演出)/文化庁第8回芸術作品賞「北の国から´92巣立ち後編」(演出)[14] / 平成4年日本民間放送連盟賞ドラマ部門最優秀賞「北の国から´92巣立ち」(演出)
- 1993年　第1回橋田賞[15]
- 1995年　第18回日本アカデミー賞 優秀作品賞「ラストソング」(監督)
- 1997年　文化庁第52回芸術祭 テレビ部門大賞「町」(演出)[14]
- 1998年　平成10年日本民間放送連盟賞テレビドラマ部門優秀賞「町」(演出)[12]
- 1999年　文化庁第54回芸術祭テレビ部門優秀賞「少年Ｈ」(演出)
- 2000年　平成12年日本民間放送連盟賞 テレビドラマ部門最優秀賞「少年Ｈ」(演出)/第26回放送文化基金テレビドラマ番組賞「少年Ｈ」(演出)
- 2001年　第27回放送文化基金賞 個人部門[13]
- 2002年　第50回菊池賞　倉本聰とフジテレビ「北の国から」制作出演スタッフ[16] / 第40回ギャラクシー賞奨励賞 「北の国から2002遺言」(演出)/第10回橋田賞10周年記念特別顕彰「北の国から」(演出)
- 2003年　第29回放送文化基金賞「北の国から」制作スタッフ[13]/第2回放送人グランプリ・グランプリ 杉田成道と制作スタッフ
- 2004年　「海峡を渡るバイオリン」文化庁第59回芸術テレビ部門優秀賞 / 第42回ギャラクシー賞奨励賞
- 2009年　第47回ギャラクシー賞 テレビ部門奨励賞「駅路」(演出)
- 2010年　第30回藤本賞 特別賞「最後の忠臣蔵」
- 2012年　第35回日本アカデミー賞 優秀作品賞「最後の忠臣蔵」(監督)[17]
- 2014年　アヌシー国際アニメーション映画祭 審査員特別賞「ジョバンニの島」(原作・脚本)[18]
- 2015年　第38回日本アカデミー賞 優秀アニメーション作品賞「ジョバンニの島」(原作・脚本)/ニューヨークフェスティバル・ドラマスペシャル部門金賞「果し合い」(演出)[19]
- 2018年　第56回ギャラクシー賞ラジオ部門選奨 ラジオドラマ「ストリッパー物語」(演出)
- 2019年　衛星放送協会 特別賞[20]

## 演出作品

### テレビドラマ

#### フジテレビ
- 連続ドラマ『肝っ玉捕り物帳』(1973年)
- 連続ドラマ『夏の家族』(1973年)
- 連続ドラマ『赤ちゃんがいっぱい』(1975年)
- 連続ドラマ『Yの悲劇』(1978年)
- 連続ドラマ『悪の紋章』(1979年)
- 連続ドラマ『家族サーカス』(1979年)
- 平岩弓枝ドラマシリーズ『日本のおんなシリーズI 茜の女』（1979年）
- 『愛ってなんですか(第五回) 遠い海から来た男』
- 『ガラスの動物園』
- 連続ドラマ『陽気な逃亡』(1980年)
- 『北の国から』シリーズ
- 『君は海を見たか』
- 『北の国から´83冬』(1983年)
- 連続ドラマ『別れていい友』(1983年)
- 『北の国から´84夏』(1984年)
- 『北陸トンネル蒸発殺人行』(1986年)
- 連続ドラマ『ライスカレー』
- 『アムステルダム殺人事件』(1986年)
- 『北の国から´87初恋』(1987年)
- 立体ドラマ5時間　1987年の大晦日『昭和大つごもり』(1987年)
- 『となりの女』(1988年)
- 『北の国から´89帰郷』(1989年)
- 『失われた時の流れを』(1990年)
- 『男と女が愛する時』(1990年)
- 『1970ぼくたちの青春』(1991年)
- 『北の国から´92巣立ち』(1992年)
- 連続ドラマ『並木家の人々』(1993年)
- 『北の国から´95秘密』(1995年)
- 『聖夜の奇跡　あなたの好きな愛はどれ？『東京的聖誕祭』(1995年)
- 『3番テーブルの客』スペシャル(1997年)
- 『町』(1997年)
- 『北の国から´98時代』(1998年)
- 『少年H それが僕たちの戦争だった』(1999年)
- 『少年Ｈ 青春篇』(2001年)
- 『北の国から2002遺言』(2002年)
- 『海峡を渡るバイオリン』(2004年)
- 『死亡推定時刻』(2006年)
- 『松本清張生誕100年記念作品・駅路』
- 連続ドラマ『若者たち2014』(2014年)

#### 時代劇専門チャンネル
- 『果し合い』（2015年、時代劇専門チャンネル・スカパー!・松竹） - 制作・監督
- 『小さな橋で』(2017年)
- 『帰郷』(2020年)
- 『約束』（2024年）- 監督・脚本

### ラジオドラマ
- ラジオドラマ「ストリッパー物語」（2018年6月11日、ニッポン放送） - 演出[21]

### ネット配信
- 『BLACKFOX:Age of the Ninja』 （2019年）製作

### バラエティ
- 「斉藤さんちのお客さま」（プロデュース）

### 映画
- 『優駿 ORACION』 （1988年）
- 『ラストソング』 （1994年）
- 『誰も守ってくれない』（2009年公開）製作統括
- 『最後の忠臣蔵』（2010年）
- 『ジョバンニの島』（2014年）原作・脚本

### 舞台
- 「陽だまりの樹」(1991年・東京宝塚劇場)
- 「楡家の人びと」(1992、1995、1998年・銀座セゾン劇場)
- 「ＨＡＫＡＮＡ　『いとしの儚』より」(2002・PARCO劇場)
- 「幕末純情伝」(2003年・青山劇場)
- 「歩兵の本領」(2005年・紀伊国屋サザンシアター)
- 「歌の翼に君を乗せ　ロクサーヌに捧げるハイネの詩」(2007年・新国立劇場)
- 明治座NEO時代劇『HAKANA』（2008年4月18日 - 27日・明治座）
- 「新・幕末純情伝」(2008年・PARCO劇場)
- 「蛇姫様　わが心の奈蛇」(2009年・ル・テアトル銀座)
- 「新・幕末純情伝」(2011年・PARCO劇場)

### PV
- AKB48『GIVE ME FIVE!』 （2012年）

### CM
- 「高校生初恋篇」[22]（フジテレビジョン、2001年） - FNS地球環境キャンペーンスポットCM

## 著書
- 『願わくは、鳩のごとくに』扶桑社、2010年10月。ISBN 4594062865。
  - 『願わくは、鳩のごとくに』扶桑社文庫、2014年8月。ISBN 4594070906。
- 五十嵐佳子、杉田成道（原著）『ジョバンニの島』集英社みらい文庫、2014年3月。ISBN 4083212020。